# 安德里伊夫卡 (卡霍夫卡區)
46°29′58″N 33°25′33″E / 46.49944°N 33.42583°E
安德里伊夫卡（烏克蘭語：Андріївка）是位於烏克蘭南部的村莊，由赫爾松州卡霍夫卡區的恰普林卡市鎮負責管轄。該村始建於1920年，面積10平方公里，海拔高度35米，2001年人口190，人口密度每平方公里19人。